# Ernest Quost

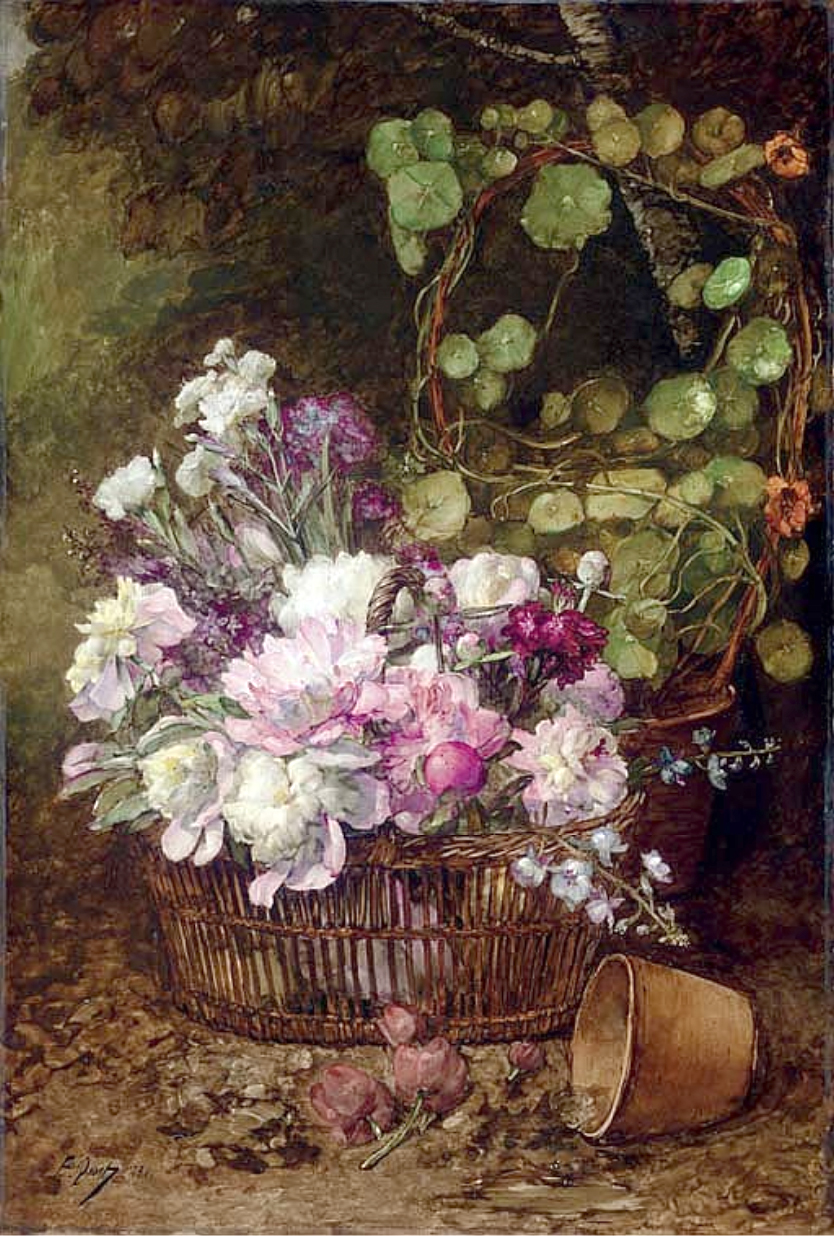
Korb mit Pfingstrosen, Nelken und Ritterspornen

Ernest Quost (* 24. Februar 1842 in Avallon (Yonne); † 24. März 1931 in Paris) war ein französischer Blumen- und Landschaftsmaler.
Er war wahrscheinlich ein Schüler vom dänischen Maler Horace Aumont (1839–1864) während seines Pariser Aufenthaltes. 
Er debütierte 1866 im Salon de Paris, stellte weiterhin im Salon der Société des Artistes Français aus, deren Mitglied er 1887 wurde. Seine Werke brachten ihm 1880, 1882 und 1889 Medaillen. Er nahm an der Weltausstellung Paris 1889 und Weltausstellung Paris 1900 teil.
Seine Blumenbilder wurden von Claude Monet und Vincent van Gogh hoch geschätzt. Er wurde 1883 zum Ritter und 1903 zum Offizier der Ehrenlegion ernannt.